# Wolfgang Hildemann

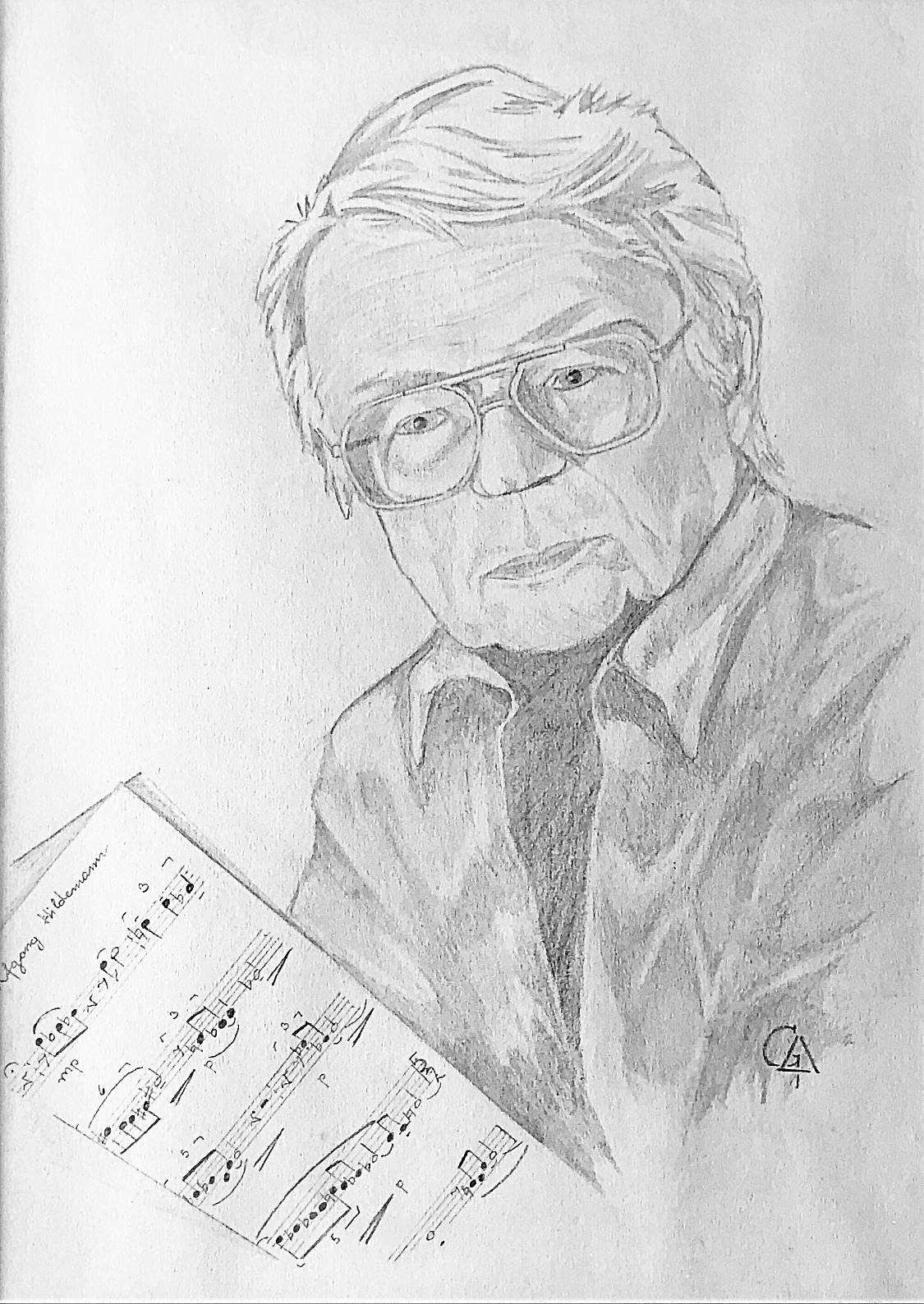
Zeichnung des Komponisten Wolfgang Hildemann mit Notenblatt

Wolfgang Hildemann (* 17. Juni 1925 in Eger, Tschechoslowakei; † 25. August 1995 in Düsseldorf) war ein deutscher Komponist und Musikerzieher.

## Leben
Hildemann besuchte die Musikhochschulen in Prag und Nürnberg und studierte unter anderem bei Fidelio Finke, Anton Nowakowski und Joseph Keilberth. 1952 legte er sein Kapellmeisterexamen ab.
Von 1949 bis 1967 wurde er zunächst Musikerzieher des Windsbacher Knabenchores. Daraufhin lehrte er ab 1962 an der Odenwaldschule in Oberhambach. Schließlich wechselte er zum Hugo-Junkers-Gymnasium in Mönchengladbach. Zudem wurde er an der Fachhochschule Niederrhein Dozent für Kirchenmusik und Komposition. Lange leitete er auch bei der Künstlergilde Esslingen die Fachgruppe Musik.

## Werke

### Von 1975 bis 1995
- 1975  Kleine Orgelmesse, OCLC 724463476
- 1976 Ritmi Dispari, Schott Musik
- 1980 Diletto musicale, Breitkopf & Härtel
- 1984 Et facta ora sexta, Musikverlag Christoph Dohr
- 1990 Liber organi bavarese, Musikverlag Christoph Dohr
- 1990 Propriums Messe, Musikverlag Christoph Dohr
- 1990 Recitativo, Aria e Toccata
- 1991 Cinque Pastorelli
- 1991 Concerti bavarese, Musikverlag Christoph Dohr[3]

### Post mortem
- 2003 Klassische Ohrwürmer, Edition Tonger[4]

## Stil
Hildemanns Musik folgte dem Kompositionsprinzip der Zwölftönigkeit.

## Auszeichnungen
- 1974: Johann-Wenzel-Stamitz-Preis

- 1979: Kompositionspreis der Stadt Düsseldorf
- Zudem: Goldene Plakette der Stadt Mönchengladbach